# ديني دياز
ديني دياز (بالإنجليزية: Denny Dias)‏ هو موسيقي وعازف قيثارة أمريكي، ولد في 12 ديسمبر 1946 في فيلادلفيا في الولايات المتحدة.

## وصلات خارجية
- ديني دياز على موقع ميوزك برينز (الإنجليزية)
- ديني دياز على موقع أول ميوزيك (الإنجليزية)
- ديني دياز على موقع ديسكوغز (الإنجليزية)